# Ole Kjær
Ole Kjær (Kolding, 1954. augusztus 16. –) dán válogatott labdarúgókapus.

## Pályafutása

### Klubcsapatban
1974 és 1985 között az Esbjerg csapatában játszott, melynek színeiben bajnoki címet és kupagyőzelmet szerzett. 1986 és 1989 között a Næstved kapuját védte.

### A válogatottban
A dán U21-es válogatottban 1975-ben 3 mérkőzésen lépett pályára.
1977 és 1984 között 26 alkalommal szerepelt a dán válogatottban. Részt vett az 1984-es Európa-bajnokságon. 

## Sikerei, díjai
Esbjerg
- Dán bajnok (1): 1979
- Dán kupa (1): 1975–76

Egyéni
- Az év dán labdarúgója (1): 1978

## Külső hivatkozások
- Ole Kjær adatlapja a National-Football-Teams.com oldalon (angolul)

- Ole Kjær (dán nyelven). dbu.dk, DBU
- Ole Kjær (angol nyelven). FootballDatabase.eu
- Ole Kjær (angol nyelven). eu-football.info